# Larvik (gemeente)
Larvik is een stad en gemeente in de Noorse provincie Vestfold. De gemeente telde 46.801 inwoners in januari 2018. Per die datum werd de gemeente Lardal samengevoegd met Larvik, waarbij de fusiegemeente de naam Larvik kreeg.
De gemeente Larvik grenst in het oosten aan Andebu en Sandefjord en in het westen aan Porsgrunn en Siljan.

## Geschiedenis
De omgeving van Larvik werd reeds bewoond in de steentijd, 10.000 v.Chr.. Acht weerheuvels uit de tijd van de Grote Volksverhuizing werden in de omgeving gevonden. Tijdens de Vikingtijd lag hier een der oudste nederzettingen van Noorwegen, Kaupang, welke echter omstreeks 800 n.Chr. werd verlaten vanwege verlanding van de haven. In 1512 werd Larvik voor het eerst schriftelijk vermeld als Laghervik, waarmee vermoedelijk de Larvikfjord werd bedoeld. In 1603 werd ze vermeld als Laurvig, een stad in het ambt Brunla. In 1671 werd het ambt Brunla tot het erfelijk graafschap Laurvik verheven en de halfbroer van de koning, Ulrik Fredrik Gyldenløve, werd de eerste graaf van Larvik. De stad kreeg marktrecht en kwam tot bloei door de houthandel.
In het stadsdeel Stavern bevond zich een fort en in 1750 werd er een marinebasis aangelegd. Ook kwam er een scheepswerf die echter in 1828 naar Horten werd verplaatst.
Begin 19e eeuw kwam er een met houtskool gestookt hoogovenbedrijf (Treschow-Fritzøe). Sinds 1840 leverde het aan de Verenigde Staten, waaraan het staafijzer verkocht. In 1850 werd de maximale productie bereikt, daarna ging het bergafwaarts tot in 1865 het faillissement volgde, omdat in Groot-Brittannië het hoogovenbedrijf op steenkoolcokes over was gegaan. De eigenaar richtte in hetzelfde jaar een met stoomkracht aangedreven houtzagerij op. In 1870 ontstond een scheepswerf, waar onder meer het poolexpeditieschip Fram werd gebouwd.
Tot de huidige economische activiteiten behoort de mineraalwaterindustrie (Farris)

## Bezienswaardigheden
- Scheepvaartmuseum (Larvik Sjøfartsmuseum) met aandacht voor de scheepswerf en de expeditie van Thor Heyerdahl.
- Herregården, herenhuis van 1677, gebouwd door de graaf, nu museum, met interieur in barok- en régencestijl.
- Treschow-Fritzøe Museum (Verkensgården) over het vroegere hoogovenbedrijf, met voorwerpen aangaande de metaalindustrie in Larvik van 1650 tot 1870.
- Fritzøehus, een landgoed van 1863-1865, gebouwd voor de familie Treschow, omringd door een park in de Engelse landschapsstijl.
- Staverns Fort van 1677 en later. Omstreeks 1800 verloor het zijn militaire betekenis. De Krutttårnet (kruittoren) is het oudste en meest markante bouwwerk.
- Berg steinkirke te Brunlanes kerk in breuksteen van ongeveer 1100, in 1872 gedeeltelijk gesloopt, in de jaren '60 gerestaureerd.
- Berg trekirke te Brunlass, houten kerk van 1878.
- Kjose kirke te Farris, houten kerk.
- Hedrum kirke te Hedrum, romaans kerkje van omstreeks 1100, in breuksteen.

## Geologie
Het mineraal Larvikiet is vernoemd naar Larvik en wordt gewonnen in de omgeving van de stad. 

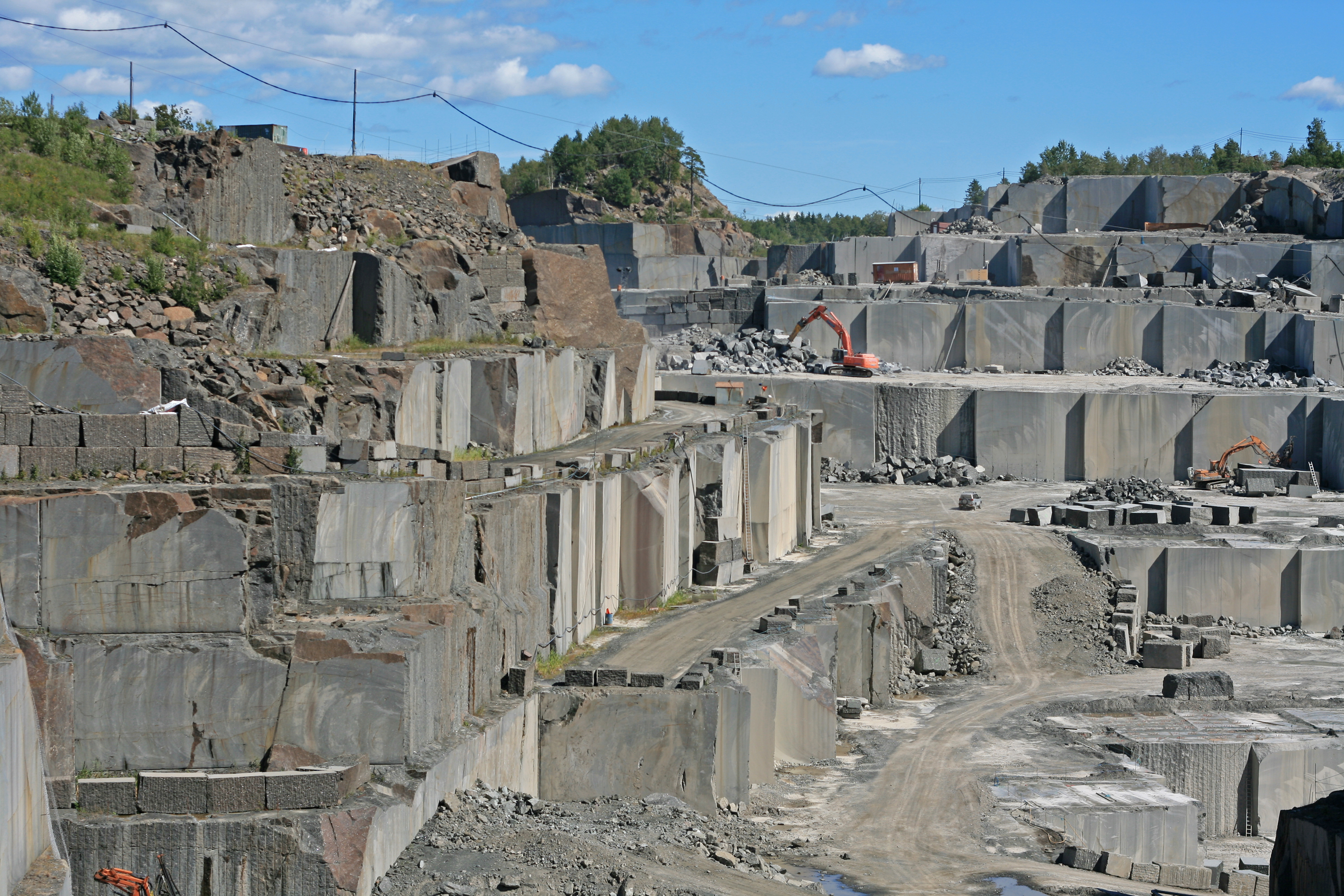
Larvikietgroeve
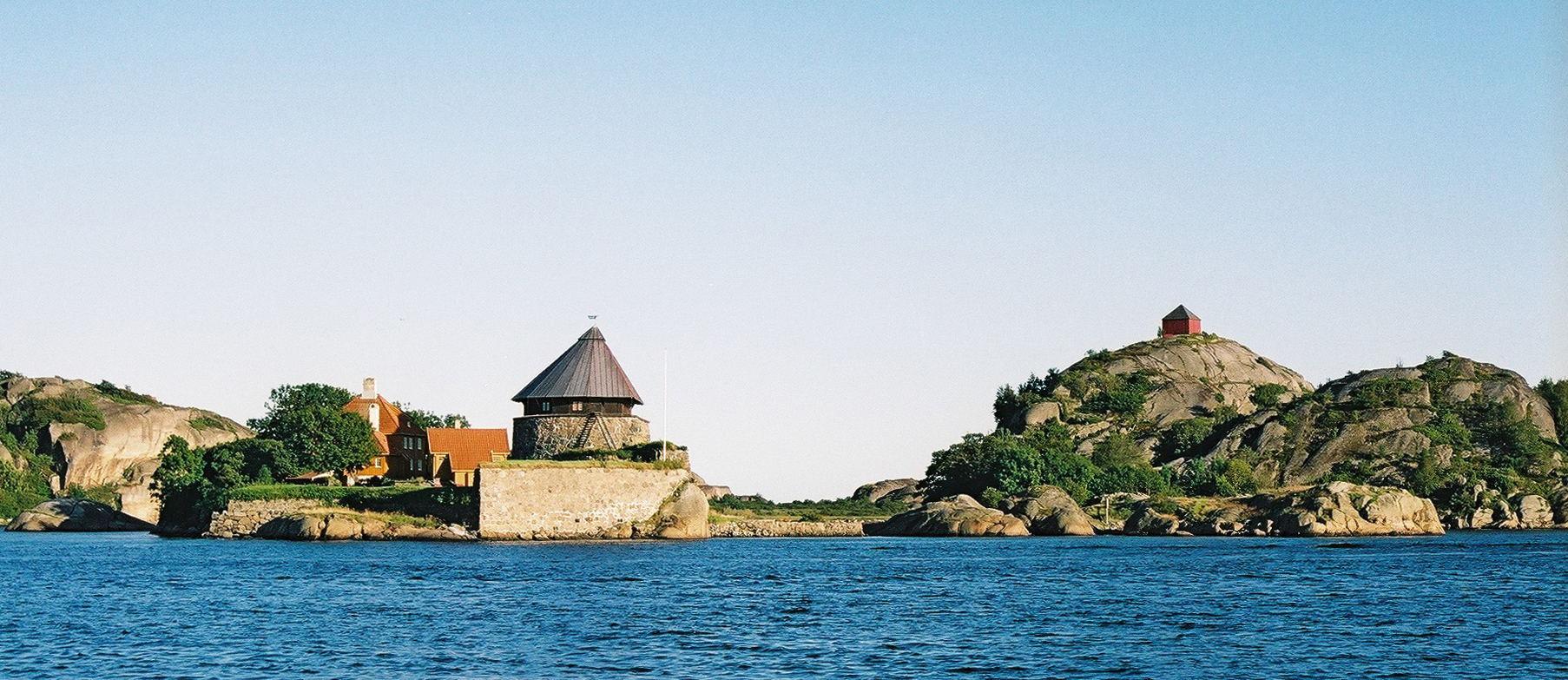
Fort Stavern
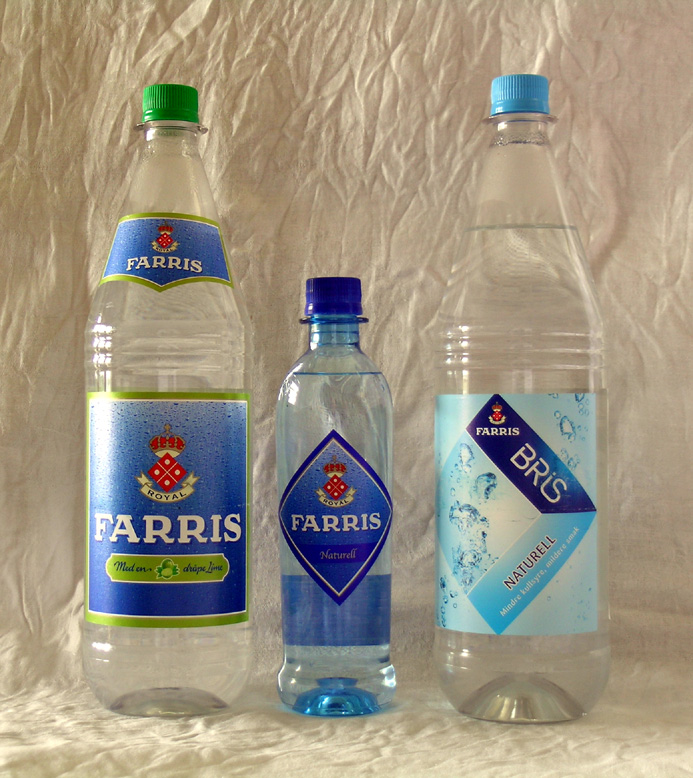
Farris mineraalwater
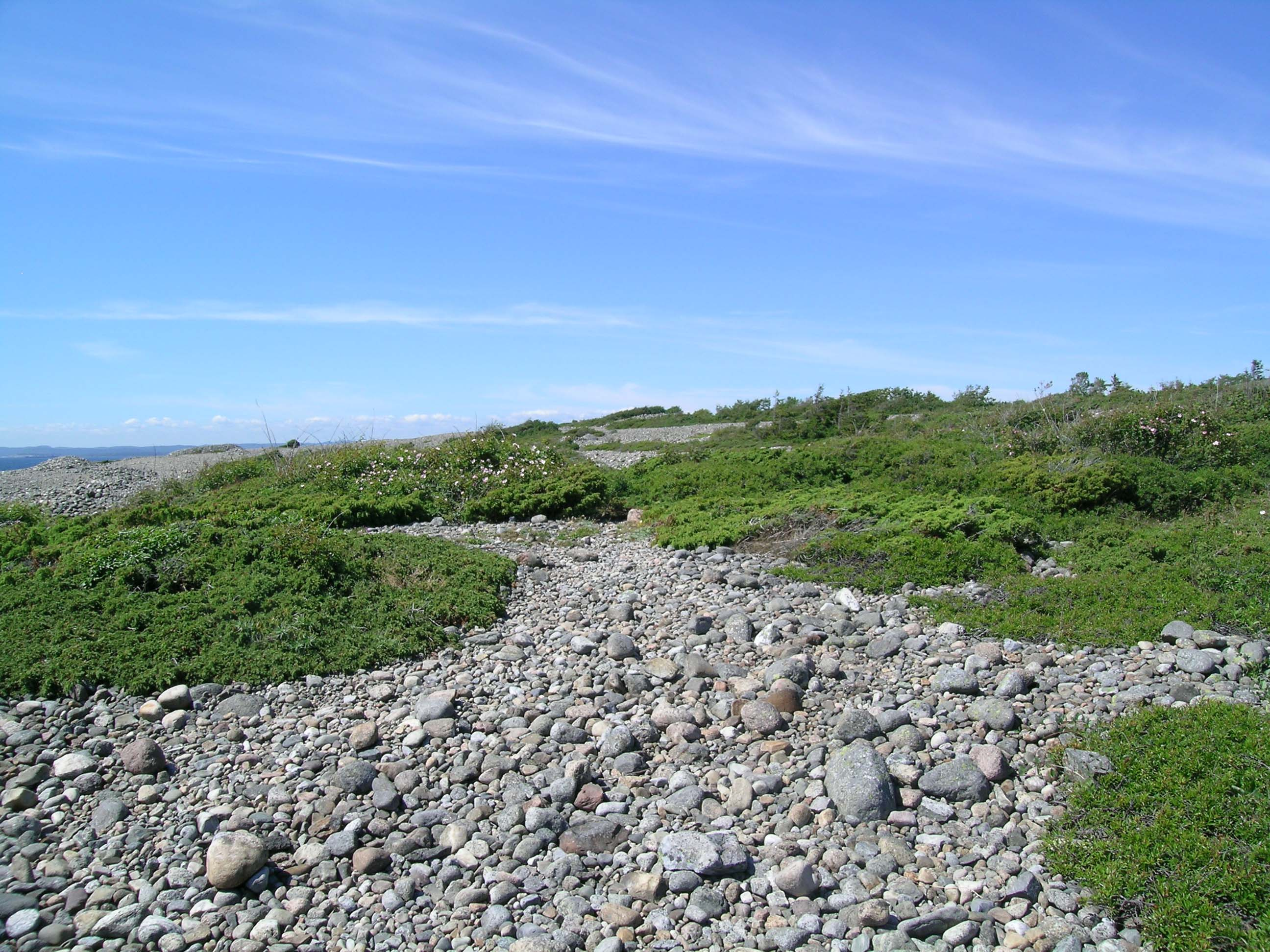
Eindmorene te Mølen
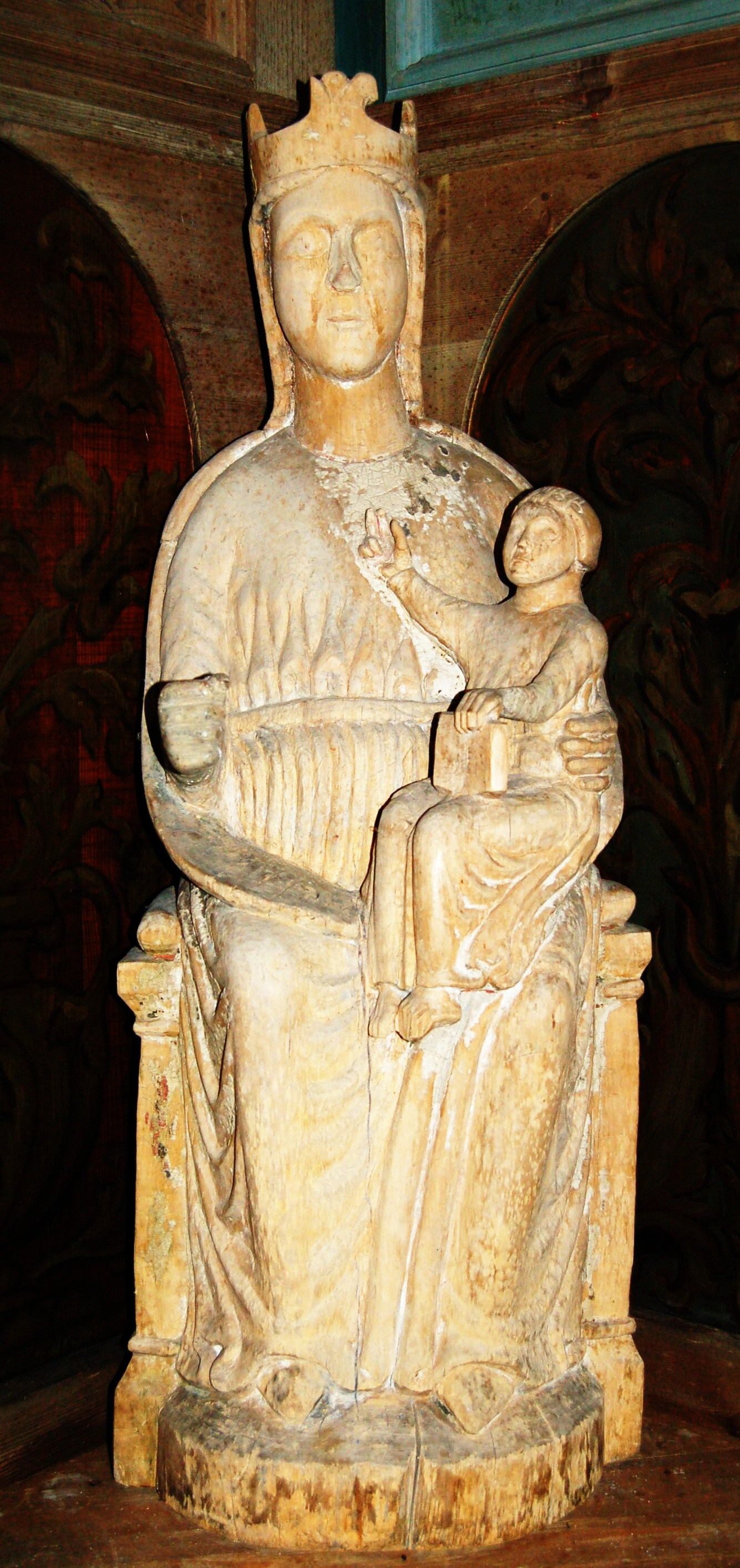
Mariabeeld van ongeveer 1300, Hedrum kirke
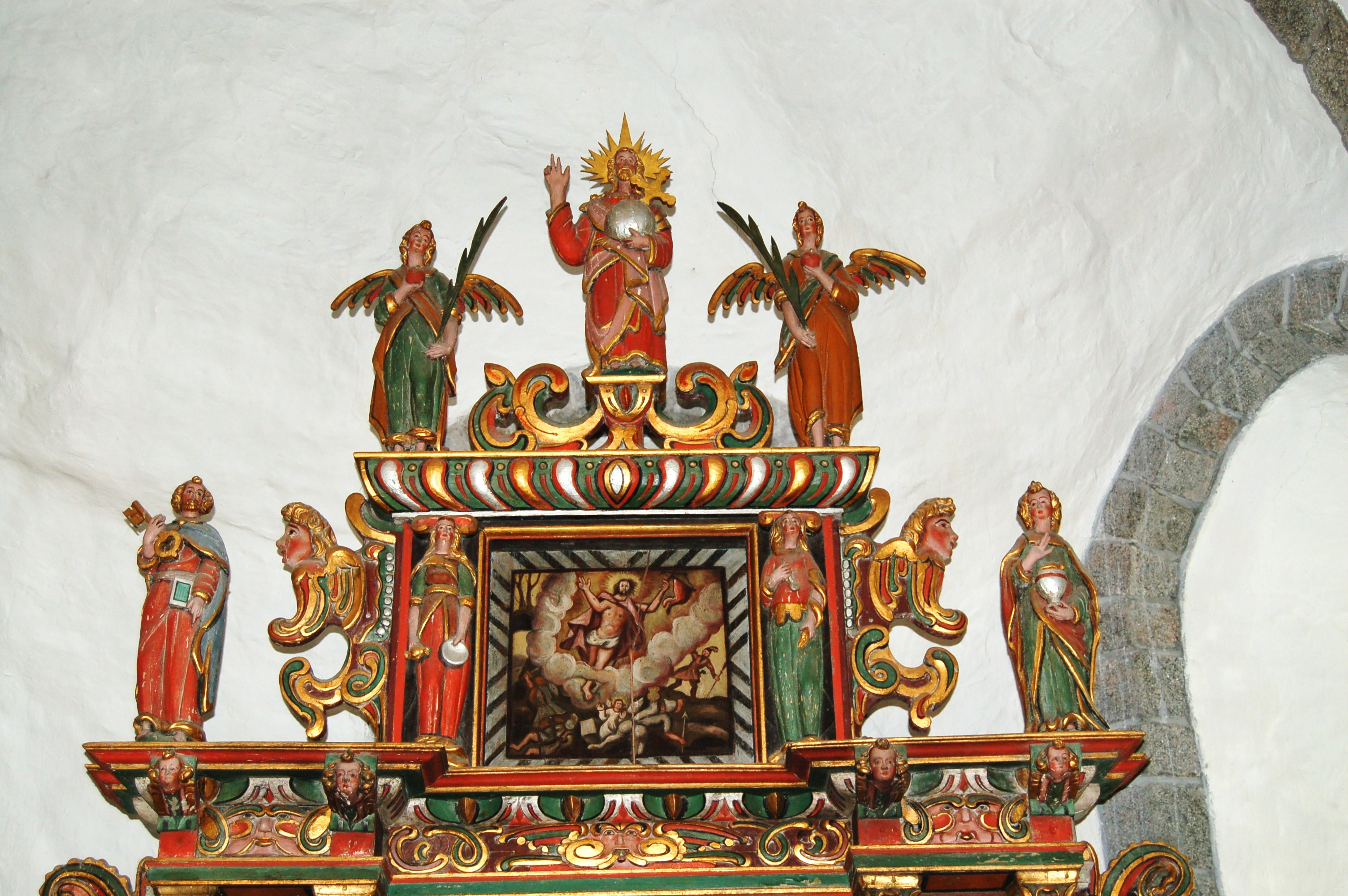
Altaar, Hedrum kirke

## Plaatsen in de gemeente
- Kvelde
- Larvik (plaats)
- Stavern
- Tjølling
- Verningen

## Geboren
- Sindre Walle Egeli (2006), voetballer

## Verkeer en vervoer
Er is een bootverbinding van de Color Line met Hirtshals in Denemarken.
Færder · Holmestrand · Horten · Larvik · Sandefjord · Tønsberg

Voormalige gemeente: Andebu · Hof · Lardal · Nøtterøy · Re · Sande · Stokke · Svelvik · Tjøme